# Basic Principles of Grand Lodge Recognition
Dieser Artikel behandelt die Basic Principles of Grand Lodge Recognition (auch Basic Principles) als ein Rahmengesetz der  Freimaurergroßloge United Grand Lodge of England (UGLoE). Die Großloge von Schottland hat Richtlinien mit gleichem Titel, aber unterschiedlichem Inhalt.
Diese Grundprinzipien wurden am 4. September 1929 erlassen und liegen nun in der Fassung von 1989 vor. Sie legen fest, ob eine freimaurerische Vereinigung von der UGLoE als „regulär“ anerkannt wird. Treffen diese Kriterien bei einer Großloge nicht zu, betrachtet die UGLoE diese als freimaurerisch irregulär.

## Inhalt
Folgende Punkte müssen von einer Großloge erfüllt werden, um den Anforderungen der UGLoE zu genügen:
- Sie muss von einer bereits anerkannten Großloge oder mindestens drei Logen einer anerkannten Großloge (GL) eingesetzt werden.
- Sie muss im freimaurerischen Sinne autonom sein und unbestrittene Vollmacht über die drei Grundgrade der Freimaurerei (Lehrling, Geselle und Meister) haben.
- Die Mitglieder der Großloge müssen Männer sein und dürfen keinen maurerischen Kontakt zu Logen haben, die Frauen aufnehmen.
- Ihre Mitglieder müssen an eine höchste Wesenheit glauben ("supreme being": kann auch als höchstes Sein übersetzt werden).
- Die Freimaurer der Großloge müssen ihre Verpflichtungen auf oder in vollem Anblick des Buches des Heiligen Gesetzes ablegen.
- Die Drei Großen Lichter der Freimaurerei (Buch des Heiligen Gesetzes [in der Regel die Bibel; allerdings nicht wegen der „Aufzeichnung menschlicher Geschichte“ oder „Ausdruck göttlicher Offenbarung“, sondern als „Symbol für die Gesamtheit sittlicher Normen und Werte“[1]], Winkelmaß und Zirkel) müssen aufliegen, wenn die Großloge oder eine ihrer Logen arbeitet.
- Diskussionen über (Tages-)Politik und Religion müssen verboten sein.
- Die Großloge und ihre Logen müssen die Grundsätze, Lehrsätze (sog. Alte Landmarken) und Gebräuche des Handwerks befolgen.